# لورنوک
لورنوک (به انگلیسی: Lavernock) یک روستا در بریتانیا است که در ویل آو گلامورگن واقع شده‌است.